# Блоу, Сьюзен
Сьюзен Блоу (англ. Susan Elizabeth Blow; 1843—1916) — американский педагог, которая открыла первый детский сад в Соединенных Штатах; известна также как «Мать детских садов».

## Биография
Родилась 7 июня 1843 года в Сент-Луисе, штат Миссури, старшая из шести детей в семье Генри Тэйлора Блоу и Минервы Гримсли.
Выросла в богатой религиозной семье с немецкой культурой. Её дед — капитан Петер Блоу, был владельцем раба — Дреда Скотта, который стал известен в Америке тем, что оспорил своё рабство в суде. Её отец владел компанией по добыче полезных ископаемых, был президентом железной дороги Iron Mountain Railroad, а также сенатором штата и министром в Бразилии и Венесуэле.
Начальное образование Сьюзен получила дома от гувернанток и репетиторов. В возрасте восьми лет она была зачислена в школу William McCauley School в Новом Орлеане, штат Луизиана. В шестнадцать лет, вместе с сестрой Нелли поступила, в New York school of Henrietta Haines, но девочки были вынуждены вернуться домой из-за начавшейся Гражданской войны. Здесь она обучала своих младших братьев и сестёр, а также преподавала в воскресной школе Carondelet Presbyterian Church.
Когда в 1869 году президент США Улисс Грант назначил отца Сьюзен послом в Бразилии, она поехала с ним работать в качестве его секретаря, достаточно быстро выучив португальский язык. В 1870 году вместе с матерью, сестрами и братьями, она уехала в Европу, где начала знакомиться с философией Гегеля. Здесь же она познакомилась с работами Фридриха Фрёбеля — немецкого педагога, теоретика дошкольного воспитания, автора понятия «детский сад».
По возвращении в Америку, Сьюзен Блоу отправилась в Нью-Йорк, где прошла обучение по организации детских садов в New York Normal Training Kindergarten по методике Фридриха Фрёбеля под руководством Марии Краус (англ. Maria Kraus-Boelté). Вернувшись в Сент-Луис, в 1873 году она открыла первый в США государственный детский сад при школе Des Peres School. С помощью своих двух помощниц она руководила коллективом детей из сорока двух человек. Блоу оплатила все расходы по организации детского сада, и ей была выплачена компенсация за её нелегкий труд и преданность делу. Её эксперимент имел успех и количество детских садов при школах стремительно росло. За три года существования в её детском саду работало уже пятьдесят учителей и находилось тысячи детей. К 1883 году все муниципальные школы в Сент-Луисе имели детские сады. Соратником Сьюзен Блоу в открывании детских садов стал меценат и бывший банкир Уильям Торри Харрис.
В течение нескольких лет Сент-Луис стал центром движения детских садов в США. Так только в 1879 году в городе появилось 53 детских сада, а в целом по стране — 324 детских сада. В 1874 году Блоу открыла школу подготовки воспитателей детских садов, где им прививались идеи Фрёбеля. Таким образом, Сьюзен Блоу сыграла значительную роль в истории и развития в США образования в раннем детстве.
В 1886 году, из-за базедовой болезни она отдалилась от своей деятельности, но в 1895 году снова читала лекции по обучению детей в Бостоне, штат Массачусетс.
Умерла 27 марта 1916 года в Нью-Йорке. Похоронена на кладбище Bellefontaine Cemetery в Сент-Луисе.
Имя Сьюзен Блоу имя внесено в Аллею Славы Сент-Луиса. Основанный ею детский сад был восстановлен и открыт для общественности в качестве исторической достопримечательности Сент-Луиса.